# Seitseminen Nationalpark
Seitseminen Nationalpark (finsk: Seitsemisen kansallispuisto) ligger i kommunerne Ikaalis og Ylöjärvi i Finland. Nationalparken blev etableret i 1982 og senere udvidet i 1989. Den dækker nu 45,5 km². Parken er en typisk blanding af vidde og lavland med tajga med nåletræer, i Suomenselkä-afvandingsområdet. Højlandområderne domineres af lukket produktionsskov med gran og fyr, mens lavlandsområder er dækket af sphagnumsumpe og moseområder, der også indeholder forkrøblet skovfyr og busklignende rødgraner. Disse sump- og moseområder ser ud til at være ufrugtbare på grund af den spredte bevoksning. Dele af parken indeholder nogle af de ældste og ældste skove, der er tilgængelige for offentligheden i Finland.
Koverogården (finsk: Koveron kruununmetsätorppa), er et husmandsbrug etableret i 1859, er en del af parkens kulturarvsområde.
Seitseminen National Park modtog det europæiske diplom for beskyttede områder den 19. juni 1996. Det var gyldigt indtil juni 2011.

## Fauna
Moserne - der dækker mere end halvdelen af parkens areal - er beboet af urfugle, traner, sangsvaner, tinksmed og nordlige dalryper. De gamle skove huser hulerugende fugle som spurveugler, slagugler, tretået spætte, lille fluesnapper og sibirisk flyveegern. Parkens logo er med skovmåren der er den mest almindelige art i parken.